# Auguste Duhaut-Cilly
Auguste Duhaut-Cilly, de son nom complet Auguste Bernard Duhaut-Cilly ou Auguste Bernard du Haut Cilly (Saint-Malo, 26 mars 1790 - Saint-Servan-sur-Mer, 26 octobre 1849), est un officier de marine français qui fut maire de Saint-Servan de 1835 à 1838.

## Biographie
Auguste Bernard Duhaut-Cilly (ou Bernard du Haut-Cilly) est né le 26 mars 1790 à Saint-Malo, fils de Robert Yves Bernard du Haut-Cilly et Marie-Anne Bossinot de Belleissue. (Le nom de famille est Bernard du Haut-Cilly.)
Il entre dans la marine de guerre en 1807 et sert dans l'océan Indien sous les ordres de Robert Surcouf. En 1815, il passe dans la marine marchande et prend à son bord comme subrécargue Jean-Baptiste Rives, un aventurier bordelais qui rentre à Hawaï.
Capitaine de vaisseau, il est chargé d'une expédition commerciale sur les côtes de l'Amérique latine par un groupe de banquiers parisiens comprenant Jacques Laffitte et, dans une deuxième partie de la mission, d'aller aux îles Sandwich pour faire du commerce de bois de santal. 
Parti du Havre le 10 avril 1826 sur un voilier de 370 tonneaux, le Héros, il fait escale aux Canaries, dans les îles du Cap-Vert et à Cabo Frio au Brésil. Il visite alors Rio (25 mai) puis, le 13 juin part pour Valparaiso par le cap Horn où il affronte une terrible tempête (14 juillet).
Le 3 août, il atteint Valparaiso puis, à partir du 29 août, commence une remontée des côtes du Pacifique. Il relâche alors à San José del Cabo (novembre) puis à Mazatlán, où il parvient à vendre une partie de sa cargaison.
Le 25 décembre, il joint la Haute-Californie et atteint la latitude de San Francisco le 18 janvier 1827 mais met huit jours pour en trouver la rade en raison de fortes brumes.
Après avoir fait un fructueux commerce, il reprend son navire pour se rendre à Monterey et jusqu’en mars, visite de nombreux presidios et missions dont Santa Barbara et San Diego (avril).
À Monterey, le Heros a rencontré la Comète de retour d’Hawaï. Rives, dont Duhaut-Cilly doutait de l’honnêteté, déserte. En octobre 1827, le Pérou est atteint, puis le navire revient en Californie où Duhaut-Cilly, ayant écoulé toute sa marchandise, décide de se rendre aux îles Sandwich. Il est ainsi à Honolulu le 17 septembre 1828 où il apprend que le crédit de Rives auprès des autorités est inexistant depuis la mort du roi Kamehameha II.
Duhaut-Cilly demeure deux mois à Honolulu qu'il quitte le 15 novembre 1828 et regagne Le Havre le 10 juillet 1829 par Canton, le détroit de la Sonde, l'île Maurice et Sainte-Hélène.De retour à Saint-Servan il exerce la fonction de maire de 1835 à 1838
Huit ans plus tard, en avril 1837, il commande la corvette Ariane lorsqu'il rencontre Abel Aubert Dupetit-Thouars qui commence son tour du monde. En mai 1838, il mouille à Valparaiso au même moment que l'Astrolabe et la Zélée de Dumont d'Urville qui lui demande de lui transférer quelques matelots valides, ce qu'il refuse d'abord en raison de rumeurs courant sur le voyage de Dumont d'Urville. Ce dernier finit par prouver sa bonne foi et la réalité de ses exploits en exposant ses cartes et ses relevés, ce qui convainc Duhaut-Cilly de lui prêter main-forte. Six marins passent ainsi sur la Zélée. Il meurt le 26 octobre 1849 du choléra.

## Distinction
- Chevalier de la Légion d'honneur (1er juin 1831)[1]

## Écrit
- Voyage autour du monde, principalement à la Californie et aux îles Sandwich, pendant les années 1826, 1827, 1828 et 1829, 1834 (tome 1) en ligne et 1835 (tome 2) en ligne